# Le Crime à la racine
Le Crime à la racine,, en anglais The Breakthrough, en suédois Genombrottet, est une mini-série suédoise diffusée le 7 janvier 2025, réalisée par Lisa Siwe et produite par FLX pour Netflix. Elle est basée sur le livre de la journaliste Anna Bodin et du généalogiste Peter Sjölund, relatant comment les meurtres de Mohammed Ammouri et Anna-Lena Svensson en 2004 ont finalement été résolus en 2020 grâce à la généalogie génétique médico-légale,.

## Synopsis
En 2004, un garçon de 8 ans et une femme de 56 ans sont poignardés en plein jour à Linköping, en Suède. Malgré plus de 15 ans d'enquête, la plus vaste enquête criminelle de l'histoire suédoise, la police ne parvient toujours pas à retrouver le meurtrier. Un inspecteur et un généalogiste vont faire équipe pour essayer de retrouver le coupable du double homicide commis 16 ans plus tôt, avant que l'affaire ne soit définitivement classée.

## Distribution
- Peter Eggers : John
- Mattias Nordkvist : Per
- Jessica Liedberg : Francy
- Jonatan Rodriguez : Miran
- Karin de Frumerie : Lollo[6]
- Annika Hallin : Karin
- Julia Sporre : Stina
- Malin Güettler : Annika
- Anna Azcárate : Gunilla
- Marley Norstad : Adnan
- Pevin Hannah Namek Sali : Maya
- Helen Al-Janabi : Elena
- Bahador Foladi : Saad
- Julius Fleischanderl : Ante
- Per Burell : Kjell
- Emelie Falk : Anna
- Magnus Mark : Björn

## Production
Cette mini-série de 4 épisodes est une adaptation du livre Genombrottet : Så löste släktforskaren dubbelmordet i Linköping : traduction du titre en français : (Comment le généalogiste a résolu le double meurtre à Linköping), paru en 2021, et écrit par la journaliste Anna Bodin et le généalogiste Peter Sjölund.
L'ouvrage a été adapté en série télévisée par Oskar Söderlund et réalisé par Lisa Siwe.
La productrice pour FLX était Lejla Bešić et Elin Kvist en était la productrice exécutive,.
La distribution est menée par Peter Eggers, Mattias Nordkvist, Jessica Liedberg, Jonatan Rodriguez, Karin de Frumerie et Annika Hallin.
La série a été tournée à Linköping, où les véritables meurtres ont eu lieu en 2004.

## Épisodes
1. L'Impensable
2. Explorer toutes les pistes
3. Arbre généalogique
4. Quelqu'un de très seul

## Diffusion internationale
La mini-série est sortie sur Netflix, le 7 janvier 2025.

## Réception
La série a reçu des critiques positives par The Guardian, qui a déclaré que : « la réalisation est linéaire, précise et raconte l'histoire de ce qui s'est passé du début à la fin, avec soin et sans trop de chichis ».
La série a reçu une critique moins positive dans The Times, qui a déclaré que : « le récit est raconté d'une manière sciemment artistique, mais sans but artistique ».